# Fujianvenator
Fujianvenator ist eine Gattung theropoder Dinosaurier aus dem späten Jura Asiens. Bislang wurde als einzige Art Fujianvenator prodigiosus beschrieben. Der Gattungsname leitet sich von der chinesischen Provinz Fujian, in der das bislang einzige Skelett von Fujianvenator gefunden wurde, und dem lateinischen Wort venator für „Jäger“ ab. Als Epitheton wurde das lateinische Wort prodigiosus gewählt, das „seltsam“ bedeutet und darauf verweist, dass Fujivenators Körperbau deutliche Unterschiede zu anderen Vorfahren heutiger Vögel aufweist.

## Merkmale

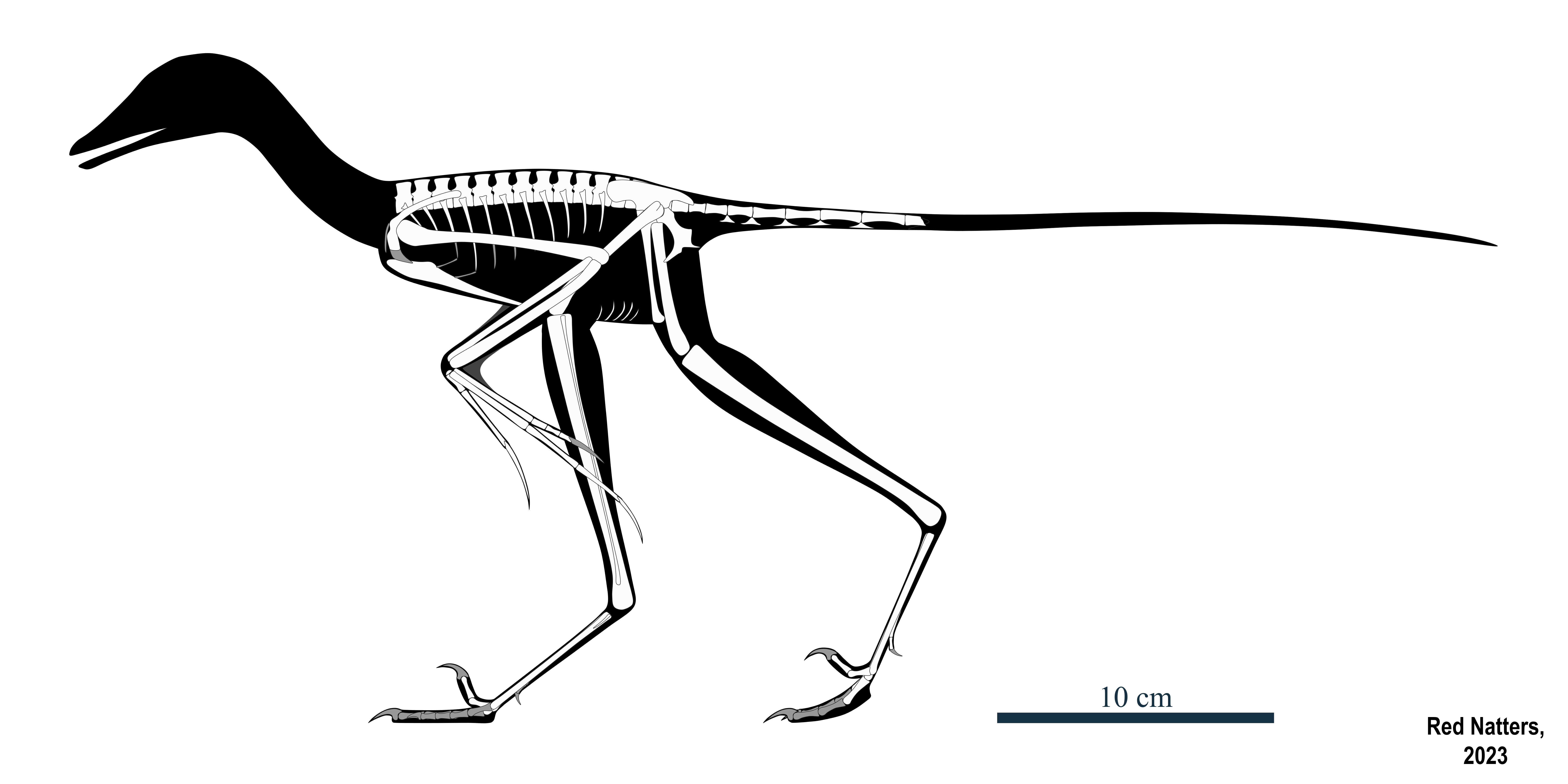
Skelettrekonstruktion von Fujianvenator prodigiosus (für den schwarzen Bereich fehlen bislang Fossilien)

Das Individuum IVPP V31985, welches Xu et al. als Holotyp diente, dürfte zu Lebzeiten etwa 641 Gramm gewogen haben und wurde von den Forschenden als subadultes Tier identifiziert. Die Körpermaße von Fujianvenator dürften in etwa denen heutiger Schopffasane entsprochen haben.
Fujianvenator gilt wie Archaeopteryx als eines der Bindeglieder zwischen Dinosauriern und heutigen Vögeln und teilt mit diesem die Proportionen der Handknochen. Zugleich weist das Becken jedoch Gemeinsamkeiten mit anderen Theropoden auf. Besonders markant ist die Tatsache, dass das Schienbein doppelt so lang wie der Oberschenkelknochen ist. Fujianvenator zeichnet sich somit durch eine einzigartige Kombination der Skelettmerkmale verschiedenster Archosaurier aus, weswegen Xu et al. folgern, dass Mosaizismus eine gewichtige Rolle bei der Evolution der Vögel gespielt haben muss.

## Paläobiologie
Die Beschaffenheit des Mittelhandknochens von Fujianvenator deutet darauf hin, dass er seine Krallen zum Greifen von Beutetieren genutzt haben könnte. Zusammen mit einem im Vergleich zu anderen Angehörigen der Anchiornithidae verkürzten Schulterblatt ist dies ein Indiz dafür, dass Fujianvenator flugunfähig war.
Seine auffallend langen Beine könnten ein Hinweis darauf sein, dass Fujianvenator ähnlich dem heutigen Wegekuckuck ein begabter und schneller Läufer war. Alternativ ist es aber auch möglich, dass er wie ein urtümlicher Watvogel mit seinen langen Beinen durch sumpfige Gebiete stakste. In jedem Fall dürfte Fujianvenator wesentlich besser an ein Leben auf dem Boden als auf Bäumen oder gar in der Luft angepasst gewesen sein.

## Paläoökologie
Die bislang einzigen Überreste von Fujianvenator wurden in der Nanyuan-Formation gefunden. Laut Xu et al. wurden während der Grabungen, bei denen das Fossil von Fujianvenator gefunden wurde, auch eine große Menge fossiler Überreste von aquatisch und semi-aquatisch lebenden Tieren wie beispielsweise Knochenfischen, Schildkröten und krokodilartigen Reptilien gefunden. In dieser Zusammensetzung deuten die Fossilien darauf hin, dass es sich bei der Nanyuan-Formation um ein zu Zeiten des Jura sumpfiges Ökosystem gehandelt hat, in dem Fujianvenator als Prädator fungierte.